# 유세프 아두-타렙

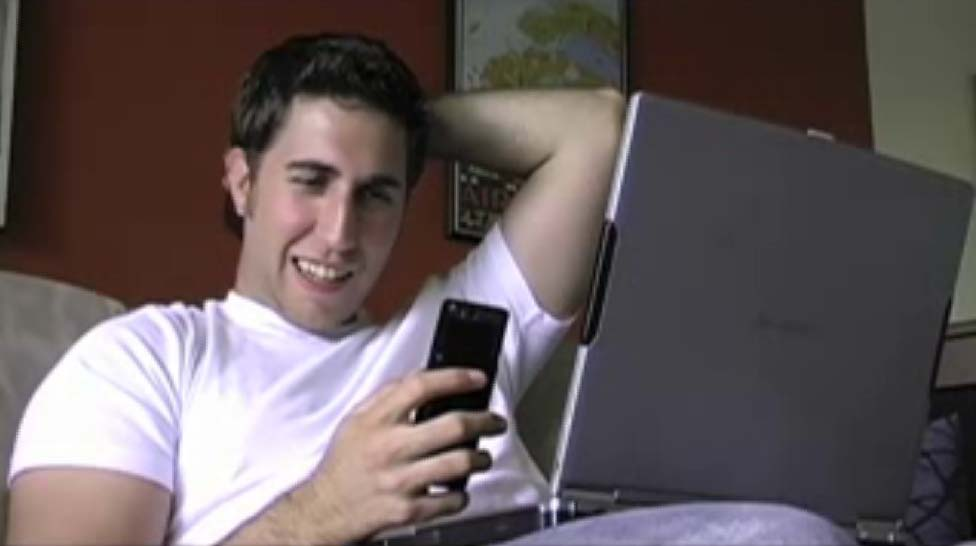

유세프 아두-타렙(Yousef Abu-Taleb)은 미국의 배우이다.
알링턴 군에서 태어났다.

## 영화
- 말도안돼 (2015년)
- 룩 앳 미 (2012년) - 크리스 역
- 그로스 (2009년)
- 에픽 무비 (2007년) - 다니엘 역
- 못말리는 섹스 아카데미 2 (2006년)